# Joseph Cassidy (Bischof)
Joseph Cassidy (* 29. Oktober 1933 in Charlestown, County Mayo; † 31. Januar 2013 in Ballinasloe, County Galway) war römisch-katholischer Erzbischof von Tuam.

## Leben
Joseph Cassidy empfing am 21. Juni 1959 die Priesterweihe. Er war von 1959 bis 1977 Lehrer der englischen Sprache, Drama und englische Literatur am Saint Joseph College (Garbally College) in Ballinasloe, deren Rektor er von 1977 bis 1979 war.
Papst Johannes Paul II. ernannte ihn am 24. August 1979 zum Koadjutorbischof von Clonfert. Der Apostolische Nuntius in Irland, Gaetano Alibrandi, spendete ihm am 23. September desselben Jahres die Bischofsweihe; Mitkonsekratoren waren Joseph Cunnane, Erzbischof von Tuam, und Thomas Flynn, Bischof von Achonry.
Nach dem Rücktritt Thomas Ryans folgte er ihm am 1. Mai 1982 als Bischof von Clonfert nach. Am 22. August 1987 wurde er zum Erzbischof von Tuam ernannt. In den 1980er Jahren war er Sprecher der irischen Bischofskonferenz. Seinem Rücktrittsgesuch wurde am 28. Juni 1994 durch Papst Johannes Paul II. stattgegeben. Er war anschließend bis 2009 als Pfarrer von Moore tätig.
Nachdem 1997 ein Priester wegen sexuellen Missbrauchs von Kindern zu einer Haftstrafe verurteilt worden war, erklärte Cassidy, dass in seiner Zeit als Erzbischof keine Beschwerden über diesen Priester bekannt waren.